# Megalopyge trujillina
Megalopyge trujillina is een vlinder uit de familie van de Megalopygidae. De wetenschappelijke naam van de soort is voor het eerst geldig gepubliceerd in 1910 door Dyar.